# Ina (telenovela)
Ina é uma telenovela filipina produzida e exibida pela ABS-CBN, cuja transmissão ocorreu em 1986.